# Sarichioi
Sarichioi község Tulcea megyében, Dobrudzsában, Romániában. A hozzá tartozó települések: Enisala, Sabangia, Zebil és Visterna.

## Fekvése
A település az ország délkeleti részén található, a megyeszékhelytől, Tulcsától huszonkilenc kilométerre délre, a Razim-tó partján.

## Története
Régi török neve Sariköym, jelentése sárga falu. A községhez tartozó Enisala falu közelében állnak Yeni-Sale középkori vár romjai.

## Lakossága
A nemzetiségi megoszlás a következő:
| 2002      | 2002 | 2002   |
| --------- | ---- | ------ |
| Románok   | 4027 | 54,00% |
| Lipovánok | 3417 | 45,82% |
| Romák     | 6    | 0,08%  |
| Ukránok   | 2    | 0,02%  |
| Bolgárok  | 2    | 0,02%  |
| Magyarok  | 1    | 0,01%  |
| Törökök   | 1    | 0,01%  |
| Németek   | 1    | 0,01%  |
| Összesen  | 7457 | 100,0% |

## Testvértelepülés
- Uzon